# Canaree
Canaree es una localidad despoblada de Trinidad y Tobago, que forma parte de la región de Princes Town.

## Geografía
La localidad abarca parte de la isla Trinidad y limita al norte con St. Mary's Village, al sur con el canal de Colón, al este con Mainfield (localidad perteneciente a la región de Mayaro-Rio Claro) y al oeste con St. Mary's Village, Basseterre, La Savanne y La Ruffin.
La localidad forma parte de la reserva forestal de Mayaro-Victoria.